# Dorfkirche Radensleben

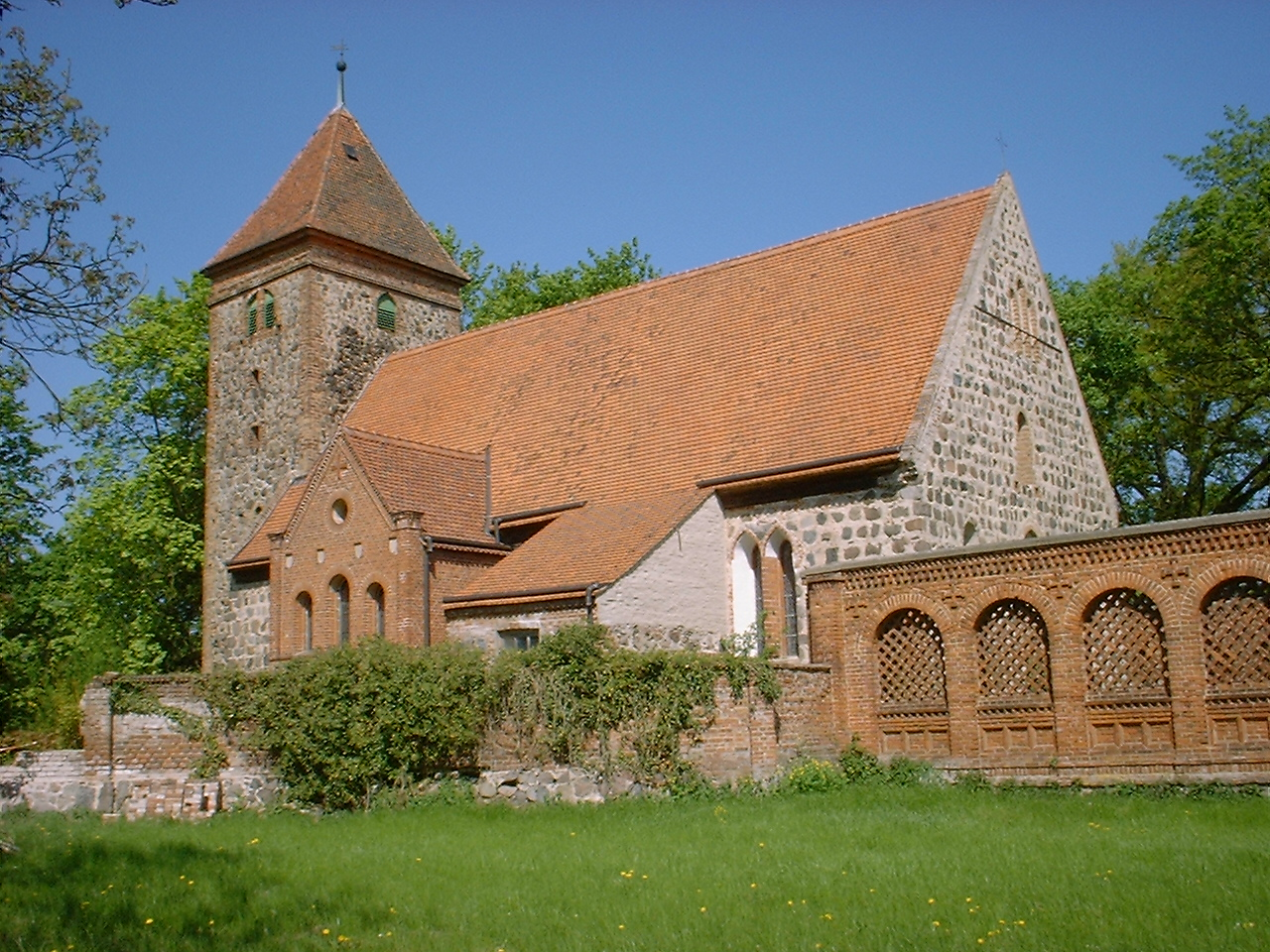
Dorfkirche Radensleben

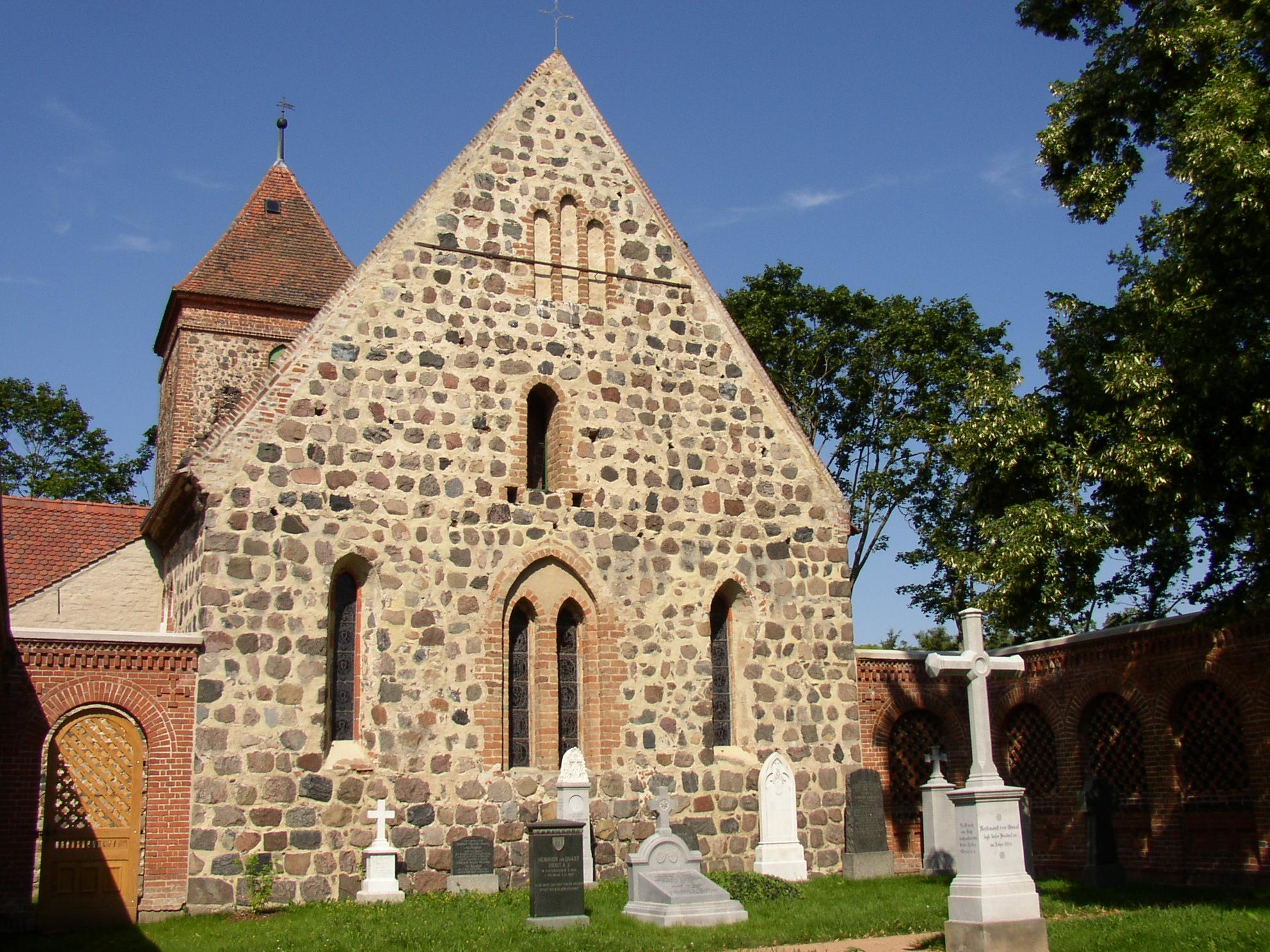
Ostansicht mit Campo Santo Radensleben

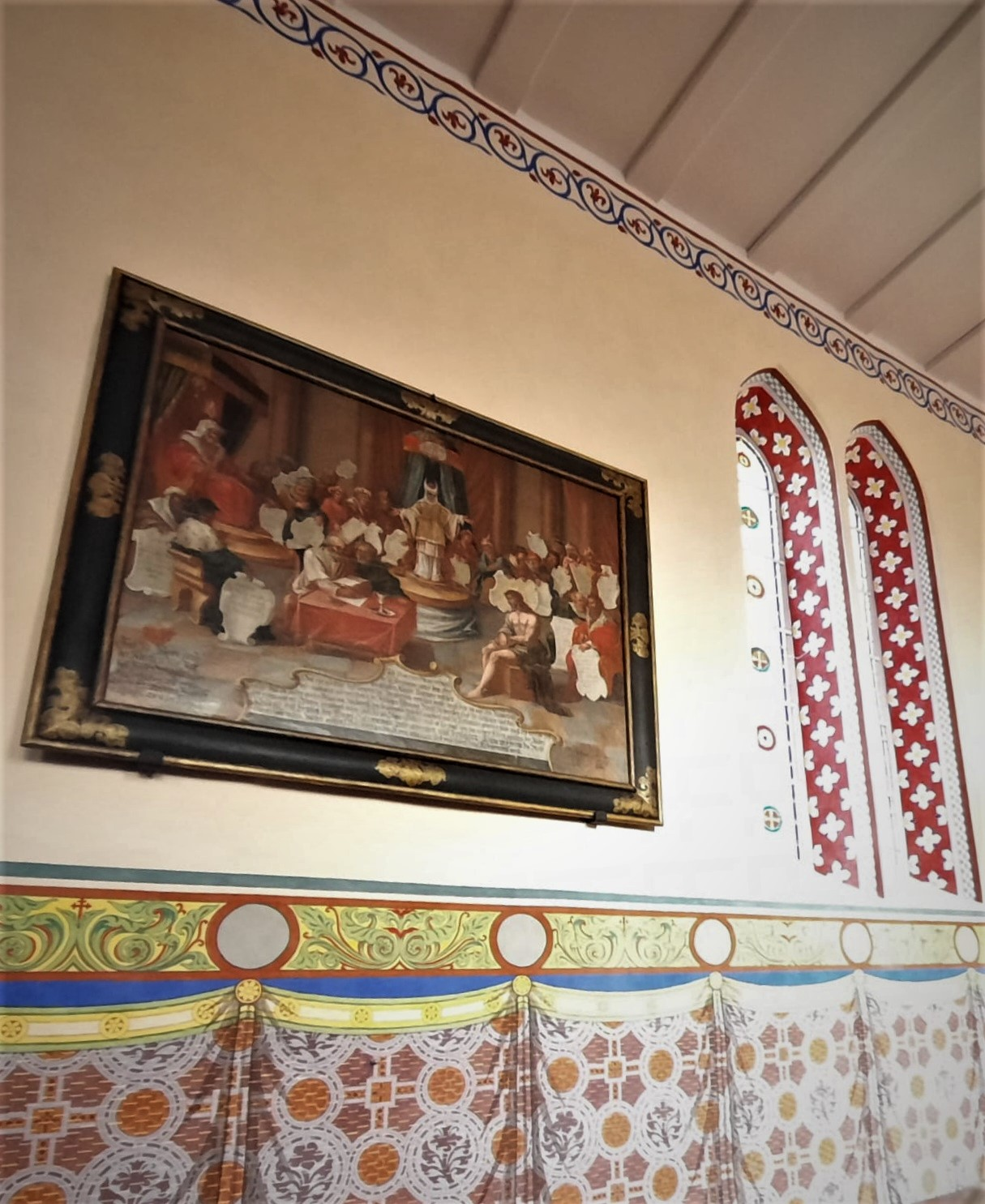
Innengestaltung nach der Restaurierung 2022

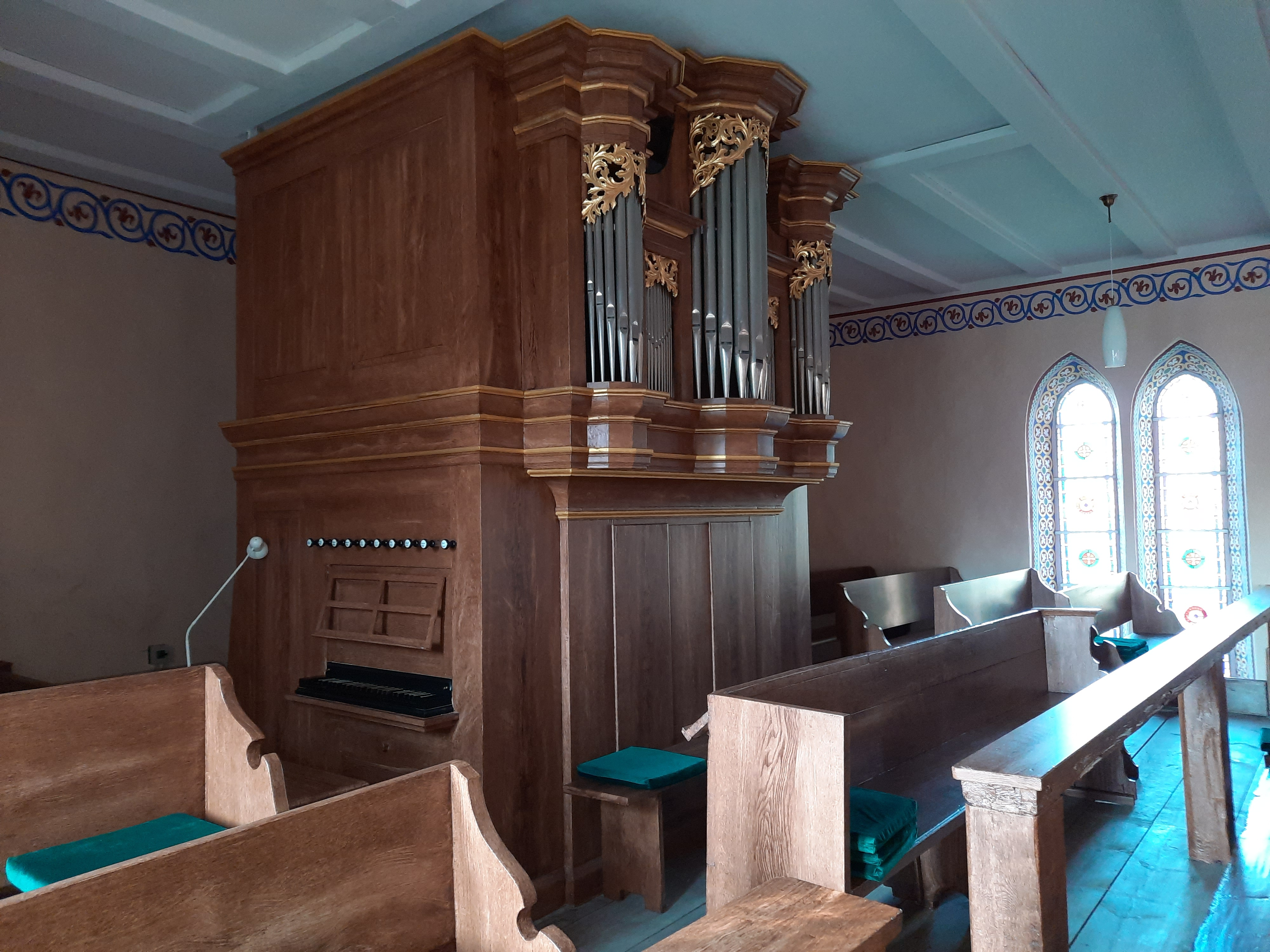
Lütkemüller-Orgel nach der Restaurierung

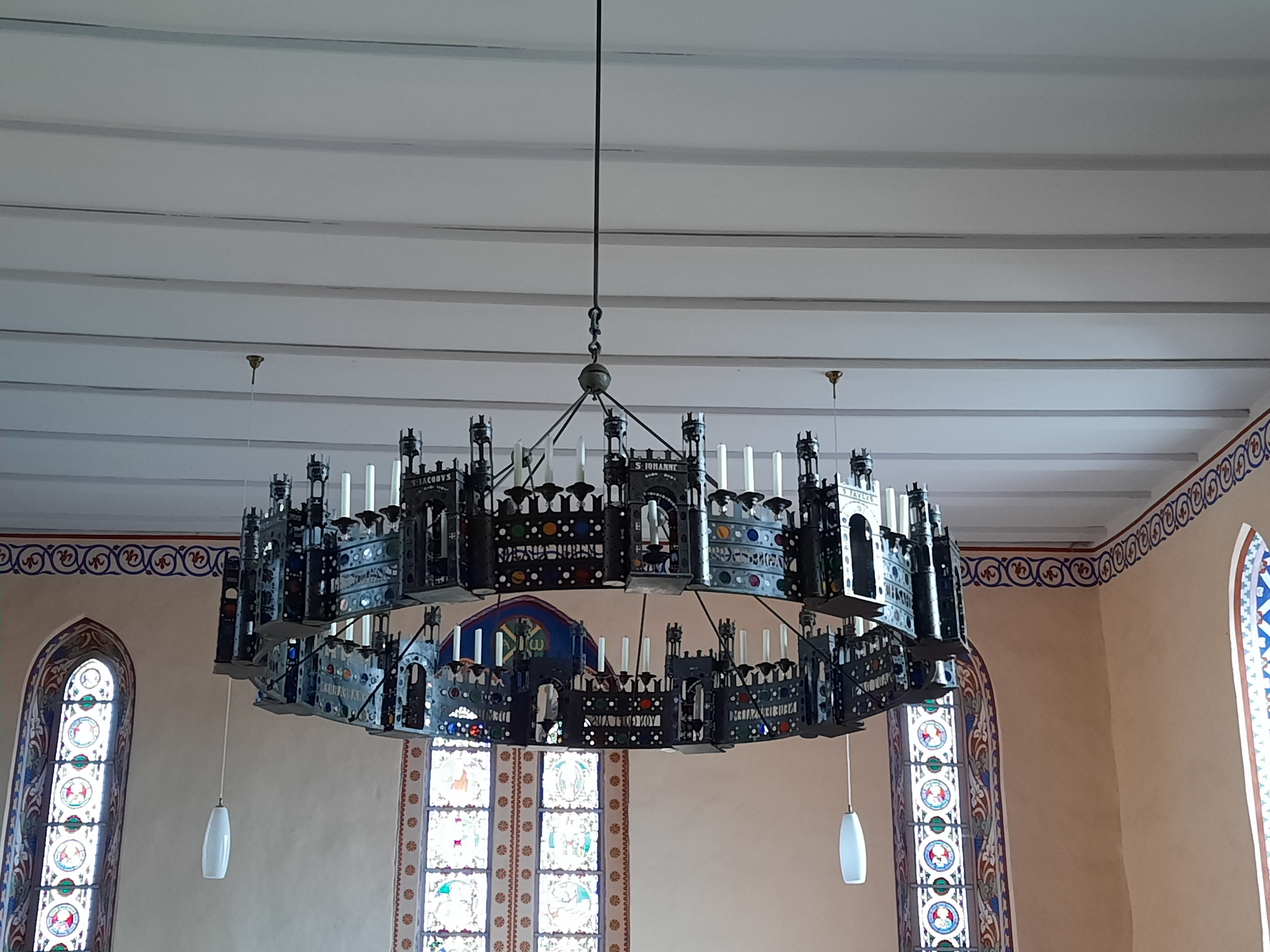
Radleuchter Dorfkirche Radensleben

Die evangelische Dorfkirche Radensleben ist eine gotische Saalkirche im Ortsteil Radensleben von Neuruppin im Landkreis Ostprignitz-Ruppin in Brandenburg. Nach Entwürfen und Ideen ihres Kirchenpatrons, des Radenslebener Gutsbesitzers, ersten preußischen Landeskonservators und Schinkel-Schülers Ferdinand von Quast, wurde die Kirche einschließlich der Anlage eines Campo Santo im 19. Jahrhundert umfassend umgestaltet. Sie gehört zur Evangelischen Gesamtkirchengemeinde Protzen-Wustrau-Radensleben im Kirchenkreis Wittstock-Ruppin der Evangelischen Kirche Berlin-Brandenburg-schlesische Oberlausitz.

## Geschichte und Neugestaltung durch Ferdinand von Quast
Die Kirche ist ein rechteckiger Feldsteinbau des 13./14. Jahrhunderts mit spätgotischem quadratischem Westturm. In den Jahren 1865–1870 erfolgte eine durchgreifende Restaurierung und Neugestaltung durch Ferdinand von Quast, den Besitzer von Radensleben und preußischen Landeskonservator. Quast hatte sich dabei an Eindrücken seiner langen intensiven Italien-Reisen orientiert. Gut erhalten ist die frühgotische Ostwand mit zentralem Zwillingsfenster in spitzbogiger Backsteinblende, flankiert von schlanken Lanzettfenstern. Die Zwillingsfenster der Längsseiten und der südliche Patronatslogenanbau wurden 1865/70 erbaut.
Der flachgedeckte Innenraum ist geprägt von der historistischen Erneuerung. Die Glasmalereien wurden 1864/70 nach Entwürfen von Quasts geschaffen, in der Patronatsloge ist Christus zwischen den Erzengeln Gabriel und Michael dargestellt.

## Ausstattung
Altar, Kanzel und Ambo wurden als Terrakottaarbeiten in italianisierenden Renaissanceformen von Otto March gestaltet, ebenfalls nach Entwürfen von Quasts. Der Altar ist eine Stiftung des Berliner Theologen und Quast-Schwagers Ernst Wilhelm Hengstenberg.
Gleichzeitig entstand nach dem mittelalterlichen Vorbild im Hildesheimer Dom der bronzene Radleuchter als Symbol für das 12-torige himmlische Jerusalem (Offenbarung des Johannes, Kapitel 21).
Das pokalförmige Taufbecken aus Sandstein geht auf das 16. Jahrhundert zurück.
Zwei Majolika-Reliefs aus der Zeit um 1500 stammen aus der Werkstatt des florentinischen Bildhauers Giovanni della Robbia (1469–um 1529), eines Sohns von Andrea della Robbia; beide hatte Quast aus Italien mitgebracht: eine Lünette mit Maria in der Mandorla, von vier schwebenden Engeln gehalten, an der Patronatsloge; des Weiteren ein Tondo mit einer Madonna, das Kind anbetend, Engeln und dem Johannesknaben (durch moderne Bemalung entstellt, jetzt im Pfarrhaus).
Drei barocke Ölgemälde zeigen ein Kruzifix vor der Stadt Jerusalem vom Ende des 17. Jahrhunderts; weiterhin Christus vor Kaiphas, 1710 von C.C. Hartung, sowie ein Jüngstes Gericht aus dem Jahr 1725 (Epitaph für Balthasar Friedrich von Quast), alle 1962 restauriert. Ein Sandsteinepitaph für den in der Schlacht bei Mollwitz  gefallenen preußischen Offiziers Hans Georg von Quast († 1741) ist mit reichem Fahnen- und Waffenschmuck sowie dem gemalten Porträtmedaillon des Verstorbenen versehen.
Auf der Westempore befindet sich das barocke Gehäuse einer Orgel von Christian Kreynow aus dem Jahr 1709, das bis 1764 in der Kirche von Neustadt (Dosse) stand. Die Orgel ist ein Werk von Friedrich Hermann Lütkemüller aus dem Jahr 1856 mit acht Registern auf einem Manual und Pedal. Im Rahmen der Restaurierung der Kirche wurde auch der Orgelprospekt überarbeitet.
Nach Entwürfen Ferdinand von Quasts erhielten die Innenwände des Kirchenraums eine umlaufende Vorhangmalerei. Alle Fensterlaibungen ließ er nach orientalischen Mustern ausmalen. Innenwände und Fensterlaibungen wurde wohl im Zug einer Restaurierung in den 1960er Jahren weiß verputzt. Die wertvolle Malerei konnte im Rahmen einer umfassenden Restaurierungsphase des Kircheninnenraums, die im Frühjahr 2022 abgeschlossen wurde, wiederhergestellt werden.
Ende Mai 2022 wurde der Restaurierungsabschluss mit einem Festgottesdienst begangen. Die Predigt hielt Bischof i. R. Wolfgang Huber, der ehemalige Ratsvorsitzende der Evangelischen Kirche in Deutschland (EKD) und frühere Bischof der Evangelischen Kirche Berlin-Brandenburg-schlesische Oberlausitz.

## Campo Santo

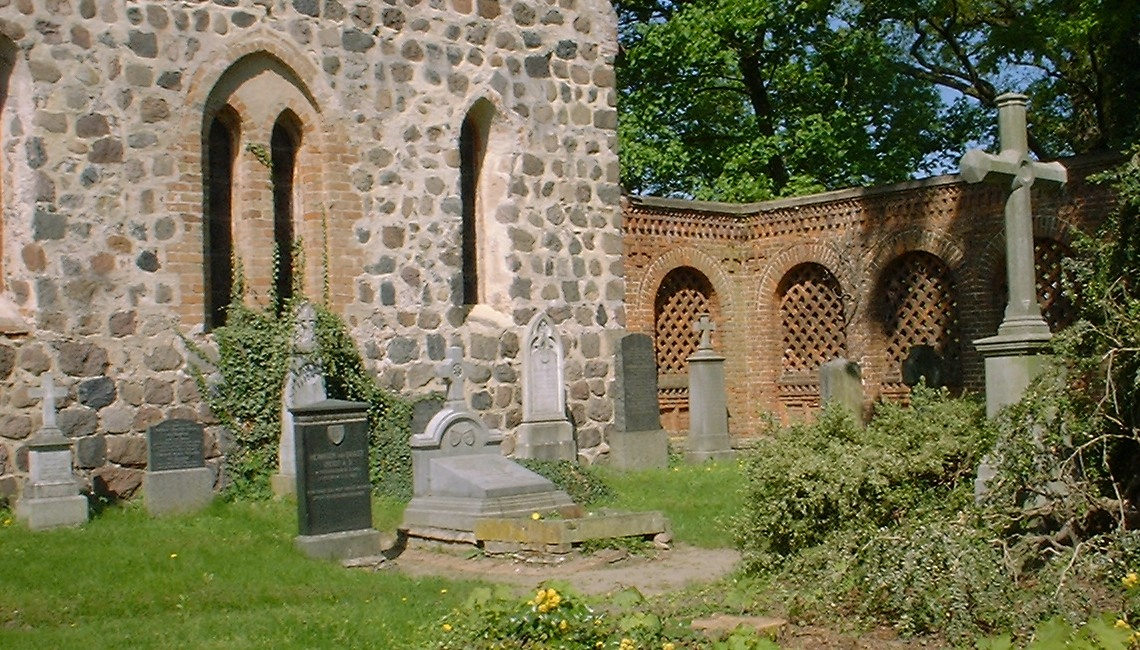
Campo Santo

Der hofartige Friedhof östlich des Chorraums für seine Radenslebener Gutsbesitzerfamilie von Quast und ihre Verwandten wurde von Quast seit 1854 nach italienischem Renaissance-Vorbild als Campo Santo angelegt. 1877 wurde Ferdinand von Quast hier bestattet. Die Grabanlage ist erhalten.